# Kōji Fujika
Kōji Fujika (jap. 藤家 虹二, eigentlich: 藤家 光嗣, beides Fujika Kōji; * 2. September 1933; † 24. Oktober 2011) war ein japanischer Jazzmusiker (Klarinette), der als „Mr Clarinet“ im Bereich des Swing und Mainstream Jazz aktiv war.
Kohji Fujika arbeitete ab den 1950er-Jahren in der japanischen Jazzszene; 1959 entstanden erste Plattenaufnahmen. 1976 begleitete er den Sänger Toshio Oida (It Was a Very Good Year); im selben Jahr trat er mit der Band von Jimmy Takeuchi im Tokioter Jazzclub Birdland auf. Unter eigenem Namen entstanden 1978/79 die Livemitschnitte Happy Session (ハッピー・セッション, Vols. 1 & 2), an denen Musiker wie Akio Mitsui, Satoru Oda, Nobuhiko Arichika, Yoshitaka Akimitsu, Ikuo Shiozaki, Tsuneo Shibata und Jimmy Takeuchi mitwirkten. In den 1980er-Jahren spielte er bei Nobuo Hara; 1987 nahm er ein Tributalbum auf Benny Goodman auf (Tribute to „King of Swing“ Benny Goodman, mit Shin Kazuhara, Satoru Oda, Naoki Nishi, Ikuo Shiozaki, Susumu Takahashi, Harada, Mari Nakamoto, Sakae Mori und dem Tokyo Union Orchestra unter Leitung von Tatsuya Takahashi). Im Bereich des Jazz listet ihn Tom Lord zwischen 1976 und 1987 bei sieben Aufnahmesessions.
Er trat noch bis Mitte der 2000er-Jahre auf.